# Marstrandsfånge No 90 Kleist
Marstrandsfånge no 90 Kleist med  Stefan Andersson utkom 2008 och är ett konceptalbum som handlar om fångarna som satt inspärrade på Carlstens fästning på Marstrandsön under 1600-1800-talen. Albumet har följts upp av föreställningar på Karlsten under samma namn. Albumet är inspelat i kruthuset på Karlstens fästning.

## Låtlista
1. No 90 Kleist
2. Suckarnas gång
3. Leva på minnen
4. Holländarens grav
5. Flykten från Carlsten
6. Drömmen om Bohuslän
7. Mästersmeden
8. Simpel tjuv
9. Guldkryckan
10. Lasse-Majas visa
11. Segra eller dö
12. Den Bohuslänska eskadern
13. Dingla i galgen

## Inspelning
Albumet är producerat av Stefan Andersson och är inspelat på Karlstens fästning på Marstrand av Roger Krieg.

## Medverkande
- Stefan Andersson Sång och gitarr
- Magnus "Moffa" Thörnqvist Gitarr
- Sebastian Hankers Bas
- Janne Bjerger Trumpet
- Lennart Grahn Trumpet
- Lars-Göran Dimle Trombon
- Niclas Ryhd Bastuba
- Krister Pettersson Valthorn
- Hans-Christian Green Slagverk
- Tomas von Brömssen Sång
- CajsaStina Åkerström Sång

## Listplaceringar
| Lista (2008) | Topplacering |
| ------------ | ------------ |
| Sverige      | 14           |